# Segundo Ensanche
Segundo Ensanche är en stadsdel i Pamplona i Spanien.   Den ligger i provinsen och regionen Navarra, i den nordöstra delen av landet, 300 km nordost om huvudstaden Madrid. Segundo Ensanche ligger 460 meter över havet och antalet invånare är 22 538.